# روسپی‌گری در ایالات متحده آمریکا
در ایالات متحده، هر ایالتی می‌تواند به‌طور مستقل، روسپی‌گری را قانونی یا غیرقانونی، اعلام کند. در تمام ایالت‌های آمریکا به جز ایالت نوادا، خرید و فروش سرویس‌های سکس (روسپیگری)، ممنوع است و جرم، محسوب می‌شود. 
در ایالت نوادا نیز فقط در شماری از کانتی‌های (شهرستان‌های) مشخص، به فاحشه خانه‌ها، مجوز می‌دهند. روسپیگری در کلارک کانتی (شامل شهر لاس وگاس)، واشو کانتی (شامل شهر رینو)، کارسون‌سیتی، داگلس کانتی، و لینکلن کانتی، ممنوع است.
دولت آمریکا، روسپیگری را اختلال در نظم عمومی می‌پندارد.